# Pós-contemporâneo
Pós-contemporâneo (Post-contemporary, PoCo) é uma filosofia estética voltada para o futuro que se distingue por um ethos humano reconstrutivo e global que postula que a experiência estética é universal para a humanidade e que esta experiência pode inspirar compreensão e transformação. Ela se desenvolveu em conjunto com novas teorias de emergência na ciência da complexidade, bem como com avanços na biossemiótica. Em termos históricos da arte, as artes “modernas” e “contemporâneas” estão limitadas à sua época e são definidas por parâmetros estilísticos e filosóficos - o principal deles, uma crítica da tradição clássica europeia e da filosofia construtiva, e em segundo lugar, o ethos contemporâneo é caracterizado por uma ênfase em questões transitórias ou exclusivamente contemporâneas que reflectem o zeitgeist.
O modernismo, o pós-modernismo e a arte contemporânea seguem a tradição de desconstrução e questionamento, enquanto o pós-contemporâneo enfatiza a geração de hipóteses novas e construtivas. No entanto, modelados segundo o método científico, ambos os modos são interdependentes, uma vez que a pergunta|resposta não pode existir uma sem a outra. Assim, o Pós-contemporâneo vê a história das humanidades como ramificada e pluralista, em vez de um caminho linear de desenvolvimento. Consequentemente, a PoCo escolheu um caminho bifurcado, baseia-se no conhecimento de todas as épocas e valoriza a qualidade, a sublimidade e a empatia acima da novidade. PoCo enfatiza a empatia por todos, independentemente de raça, gênero, orientação sexual ou credo.
O pós-contemporâneo como conceito foi descrito pela primeira vez pelo poeta italiano Primo Levi. O primeiro uso documentado do termo específico foi em 2005 por Abbas Gharib numa conversa com Bahram Shirdel, dois arquitetos de origem iraniana, ambos proficientes na cultura ocidental e participantes no atual debate sobre. A conversa foi publicada pela Sharestan Magazine, 55. 2007. A discussão tomou esta definição também para distinguir os epítomes dos sectores criativos do terceiro milénio, pela sua projecção em configurações de vanguarda futuras, em direcção ao futuro. Hoje em dia, no seu próprio progresso, os conceitos pós-contemporâneos, muitas vezes conhecidos simplesmente como Po-co, estão muito melhor definidos.

## Características e atributos
Na última década do século XX, o “contemporâneo de transição”, como a infinidade de pensamentos ocidentais, foi expresso principalmente em padrões intelectuais, tomando emprestadas ferramentas de funções como fluidez, flexibilidade, dinamicidade, continuidade, heterogeneidade, suavidade e transparência ou por aquisição de conceitos da Filosofia de transição como multiplicidade, diferença, repetição, nómada e “pensamento fraco”. Na primeira década do século XXI, a abertura das mentes e das matérias aos contextos sociais das ciências, das tecnologias e ao meios de ambientes físicos, bem como aos conteúdos organizacionais dos componentes políticos e econômicos, ajudaram as proposições pós-contemporâneas a mudar dos pressupostos contemporâneos em direção a uma nova teoria universal para reequipar os sistemas educacionais, culturais e criativos. Na mesma década, a crise universal do sistema económico ocidental e os défices das produções industriais baseadas maioritariamente no mesmo sistema levaram à necessidade de redefinição dos recursos sociais, políticos e económicos, como componentes organizacionais dos territórios. Estas são as necessidades de reavaliações nas sociedades industriais, para a implantação de conteúdos organizacionais pós-contemporâneos pelos paradigmas dados pelas ciências e tecnologias em direção aos meios de ambientes físicos a partir de microssistemas. para as macroorganizações e vice-versa.

## Matemática e geometrias pós-euclidianas

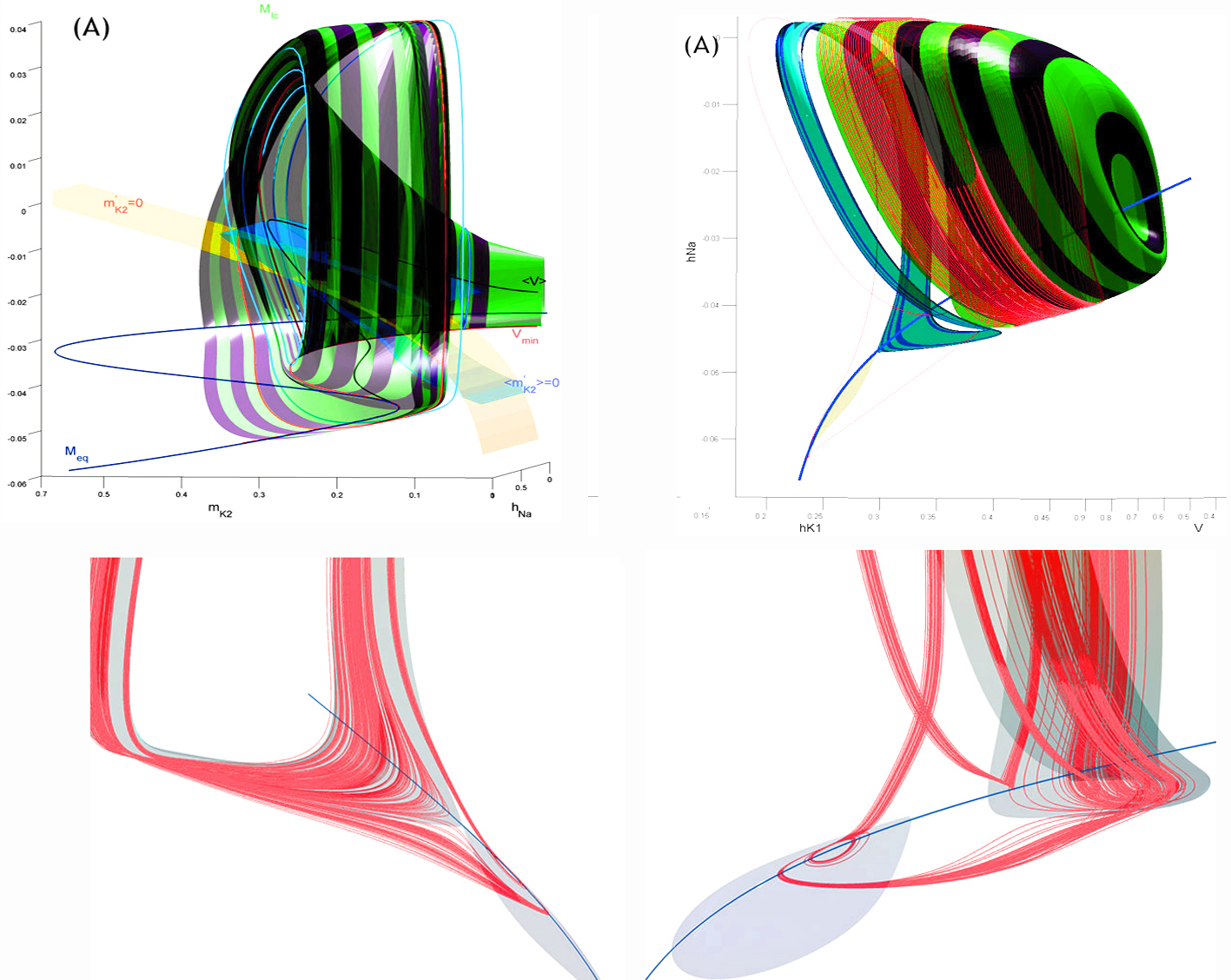
Methods of Qualitative Theory in Nonlinear Dynamics, (Métodos de Teoria Qualitativa em Dinâmica Não Linear)
Leonid P Shilnikov, Andrey L Shilnikov Dmitry V Turaev, Leon O Chua.

A origem de sistemas fenomenológicos diversos e modelos exatos das ciências da vida está na área da teoria de sistemas dinâmicos aplicados e bifurcações globais. O interesse especial no assunto pode ser encontrado em um novo campo interdisciplinar emergente conhecido como neurociência matemática. Seus escopos incluem modelos não lineares de neurônios e redes individuais. A análise aprofundada de tais sistemas requer o desenvolvimento de ferramentas matemáticas avançadas combinadas com cálculos sofisticados. Por exemplo, Andrey Shilnikov, neurocientista e matemático deriva modelos e cria kits de ferramentas de bifurcação para estudar uma impressionante variedade de atividades complexas, como multiestabilidade de neurônios individuais e padrões de explosão polirrítmica descobertos em geradores de padrões centrais multifuncionais que governam comportamentos locomotores vitais de animais e humanos. Graças à dinâmica qualitativa não linear, a organização de natureza holística da linhagem pós-contemporânea foi implementada pela interoperatividade e interatividade dentro dos componentes e personagens heterogêneos dos Microssistemas, estando presente em muitos conteúdos sociais concretos e na maioria dos recursos territoriais. Desta forma, o pós-estruturalismo, bem como as novas ciências da complexidade, a teoria da complexidade e a teoria do caos, foram apropriadas e interpretadas dentro dos microssistemas por meio da "autocriação", expressando uma dialética fundamental entre estrutura, mecanismo e função, identificável e reconhecíveis em contextos territoriais concretos.

## Relevâncias para arquitetura e design
No campo da arquitetura, o florescente esforço da "Arquitetura das complexidades" ou da Teoria "Dobrada" customizada para a arquitetura na arquitetura contemporânea de transição são exemplos notáveis. O assunto é bem distinto por Patrick Schumacher da Zaha Hadid Architects publicado como Parametric Pattern.

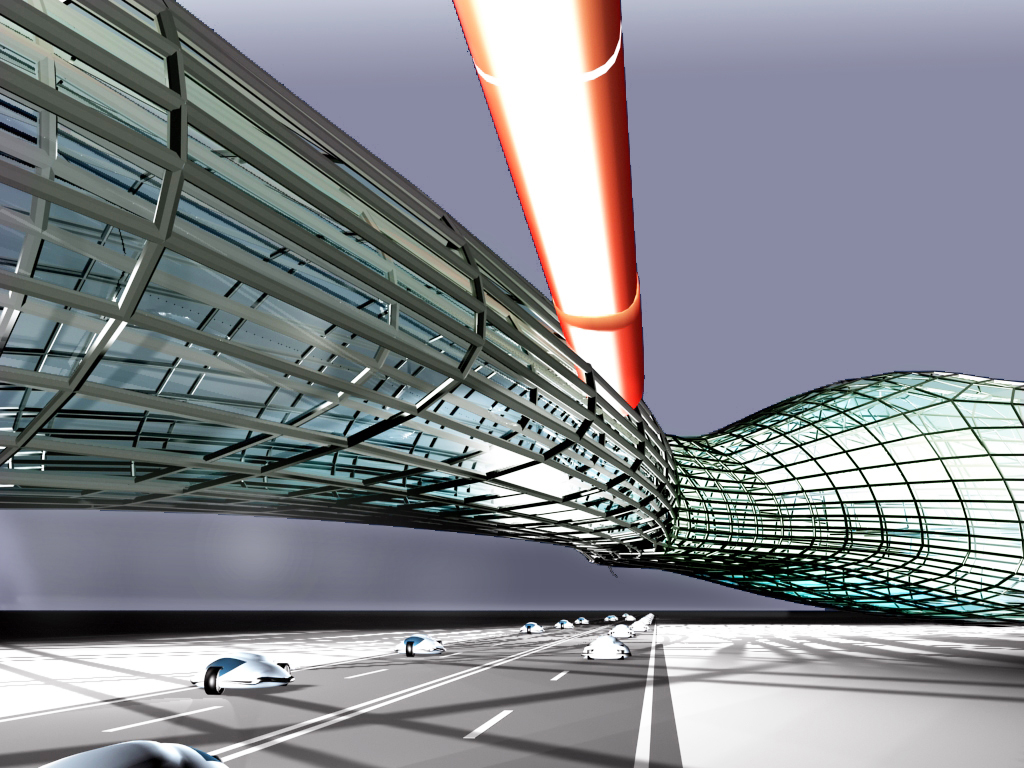
A. Gharib, Centro de Cultura e Arte da POL:
"Continues, Smooth and Heterogeneous" ("Continua, suave e heterogêneo")

O uso de técnicas digitais e paramétricas criou uma nova organização espacial em Design Urbano, Arquitetura e Design que valoriza a forma organizadora sobre a função abstrata. Este é um método novo, fora das abstrações modernas, versus suas projeções bidimensionais e contra sua linearidade e planicidade típicas. Mais tarde, um importante tópico crítico foi escrito sobre este assunto por Farshid Moussavi, um arquiteto e professor universitário de origem iraniana radicado em Londres.
A dinamicidade holística do paradigma pós-contemporâneo e suas capacidades integradas para a agenda do design, incorpora os dez setores criativos, como arquitetura, design urbano, engenharia, design, gráficos, arte, fotografia, cinematografia, música e artes cênicas. A arquitectura deve evoluir para se manter relevante para a sociedade e para isso deve adaptar-se às condições sociais e tecnológicas pós-contemporâneas e inovar absorvendo as suas influências.
A passagem da “arquitetura do sistema estelar” para o design social também é melhorada com a premiação da arquitetura social de Shigeru Ban, nascido em Tóquio, arquiteto pelo Pritzker Architecture Prize 2014, que projeta trabalhos elegantes e inovadores para clientes privados, e usa o mesma abordagem de design inventiva e engenhosa para seus extensos esforços de design humanitário, o que é apenas o começo.

## Na arte visual
Nas artes visuais, o Pós-Contemporâneo assumiu a forma de pintura representacional, fotografia, escultura e mídia mista, que aborda questões atuais da cultura globalizada O New Britain Museum of American Art foi o primeiro a dedicar uma sala à Arte Pós-Contemporânea em sua coleção permanente - destacando sua nova coleção com um painel de discussão sobre o termo. A peça central desta coleção é "The Cycle of Terror and Tragedy" de Graydon Parrish - uma pintura sobre o ataque ao World Trade Center em 11 de setembro.

## Réplica sociológica
A sociedade pós-contemporânea está fortemente relacionada com os valores da sustentabilidade, colocando em palavras simples a descrição de uma civilização que atende às necessidades humanas reais mais elevadas de uma grande maioria num universo pós-industrial avançado, avançando das gestões industriais fordistas e tiloristas. Além disso, o pós-contemporâneo concede às nossas oportunidades sociais para florescer no máximo do seu potencial criativo, em vez de lutar com os sachems pré-fabricados ou com os afundamentos do consumismo artificial. O objetivo, portanto, é resolver as causas que vão contra o auto florescimento, a autorrealização juntamente com a harmonia coletiva, expurgando-as da rotina dos hábitos contemporâneos e adotando valores pós-contemporâneos como criatividade, holismo, complexidade, qualidade, paixão, interligação, responsabilidade acima de tudo, a jurisprudência da cidadania ... Esta é uma educação versus a crença universal para o crescimento económico contínuo, é uma formação para adquirir a capacidade de compreender sistemas complexos dentro de problemas de longo prazo, é um exercício contra a tendência humana que enterra as verdades incômodas ou o hábito de nos relacionarmos apenas com o que pode ser visto perto de nós e ver apenas uma causa para um efeito. Todos estes ou ainda mais estão a impedir a nossa passagem segura em direcção a um mundo sustentável.

## Estrutura econômica
Grandes multidões de interesses constituem-se em associações e fundações, como a Comunidade Tenstar, a Fundação Omid e muitas outras instituições progressistas do terceiro setor, à medida que novas classes criativas estão formando seus conteúdos e valores econômicos como a economia do terceiro setor, a partir do geral analfabetismo logocêntrico da economia do século anterior. Assim, a aprendizagem do alfabeto, da linguagem e dos paradigmas das ações do século XXI torna-se um imperativo inelutável. Este facto aplica-se principalmente às estruturas económicas propostas pela visão pós-contemporânea, cuja prosperidade e riqueza criam um valor acrescentado a partir da maximização do lucro da economia especulativa baseada no antigo capitalismo de produtividade industrial. Os activos pós-contemporâneos são recursos de uma economia social dinâmica, pró-lucro-sem-dividendos, cujo valor acrescentado está sujeito a reinvestimento imediato na resolução de problemas, na economia da cultura, na economia criativa e na educação criativa como as operações do Novo Terceiro Sector.